# Brother's Keeper
Brother´s Keeper es el noveno episodio de la cuarta temporada (Redemption) de la serie de TV estadounidense Héroes por la productora NBC. El episodio se estrenó el día 16 de noviembre de 2009.

## Trama
Hiro convertido por completo en una marioneta de Samuel, hace a un lado sus impulsos y se concentra en rescatar una cinta de Coyote Sands de las manos de Mohinder aproximadamente hace 8 semanas.
Se revela que hace 9 semanas, Mohinder Suresh ha empezado a vivir con su novia Mira en la India y por tanto ha abandonado toda relación y conexión con los antecedentes de su padre y, por ende, con las personas con poderes. Sin embargo cuando Mohinder encuentra unas extrañas investigaciones y cintas acerca de Coyte Sands, Mohinder impulsado por la curiosidad comienza a revisar las investigaciones de su padre, descubriendo que Chandra fue una de las primeras personas en establecer contacto con los Sullivan Bros. Carnival, además de ser el testigo del nacimiento de un bebe capaz de producir sismos. 
A partir de ese momento Mohinder comienza una vez más a obsesionarse y a desvelarse, al poner en práctica toda una serie de experimentos que lo ayudan a construir una brújula especial capaz de detectar la energía que emanan las personas súper dotadas. Mohinder guiado por su invento logra dar con el paradero de lo que parece ser el mismo circo que su padre visitó hace 30 años. Mohinder completamente entusiasmado se presenta ante Joseph Sullivan esperando encontrar a Samuel. Sin embargo Joseph dispuesto a proteger a Samuel se niega a escuchar las teorías del profesor Suresh, mientras mantiene a Samuel alejado de Mohinder. Eventualmente Joseph le revela a Mohinder que el potencial del poder de Samuel junto a su enorme ambición con el paso del tiempo podrían convertirlo en un monstruo, Mohinder no tan convencido accede a las exigencias de Joseph sin contar con que Samuel los estaba espiando. 
En su habitación Mohinder intenta redimirse al quemar las cintas pero justo antes de hacerlo, Hiro detiene el tiempo, reemplaza la cinta original por una falsa y le proporciona a Mohinder un chaleco antibalas, salvándolo de un molesto Samuel. Hiro le cuenta a Mohinder su situación y le pide esconderse por ocho semanas, pero Mohinder sin poder atascarse en la monotonía se niega, ocasionando que Hiro tome la precipitada decisión de internar a Mohinder en un hospital psiquiátrico. 
En Washington Tracy completamente estresada e indecisa sobre qué hacer con su vida inexplicablemente pierde el control de sus poderes inclinándola a refugiarse en el apartamento de Noah esperando su retorno. Pero esta solo logra encontrarse con Claire a quien le pide ayuda desesperadamente. Claire accede ayudarla intentando hacerla entrar en calor, sin embargo Tracy asustada congela todo a su alrededor incluyendo a Claire, a quien da por muerta, ocasionando que rompa en lágrimas, pero tras enterarse del poder de Claire ambas se burlan de la ironía de su situación. Más tarde Tracy descubre que su indecisión por la nueva oportunidad que el carnaval le ofreció la hizo perder su control, mientras ambas le dan la bienvenida a Noah a su apartamento.
Con Nathan de regreso en su hogar y junto a su familia, Peter intenta reanudar sus rutinas de trabajo hasta que es contactado por Réne, quien le revela que Angela le ha estado ocultando la verdad acerca de Nathan, y en medio de su extraña ética Réne le da a Peter la dirección de un lugar con la condición de abstener a Nathan. Sin embargo Peter desobedece y una vez en las instalaciones termina descubriendo junto su “hermano” aterrado lo que parece ser el cadáver de Nathan. Peter completamente confundido intenta buscar respuestas en Matt Parkman, basándose en los recuerdos de “Nathan”. Logrando curar exitosamente a Matt, sin embargo la consciencia de Sylar dispuesta a recuperar su cuerpo, toma el control sobre el cuerpo de Matt y toca a Nathan consiguiendo transferirse a su cuerpo (con la forma de Nathan) y posteriormente escapar.  
Una vez en el Gran Cañón, Nathan le advierte a Peter de seguir con él, pero Peter está dispuesto a acompañar a Nathan hasta el final, duplica su poder y vuelan juntos hasta el apartamento de Peter, donde Sylar aparentemente toma el control definitivo de su cuerpo y exclama ser Sylar tan solo desorientado y con ciertos recuerdos intactos de Nathan en su mente. 
- Datos: Q4975441